# Gewöhnlicher Hufeisenklee
Der Gewöhnliche Hufeisenklee (Hippocrepis comosa), auch Schopfiger Hufeisenklee oder einfach Hufeisenklee genannt, ist eine Pflanzenart aus der Gattung Hippocrepis in der Unterfamilie der Schmetterlingsblütler (Faboideae) innerhalb der Familie der Hülsenfrüchtler (Fabaceae).

## Beschreibung

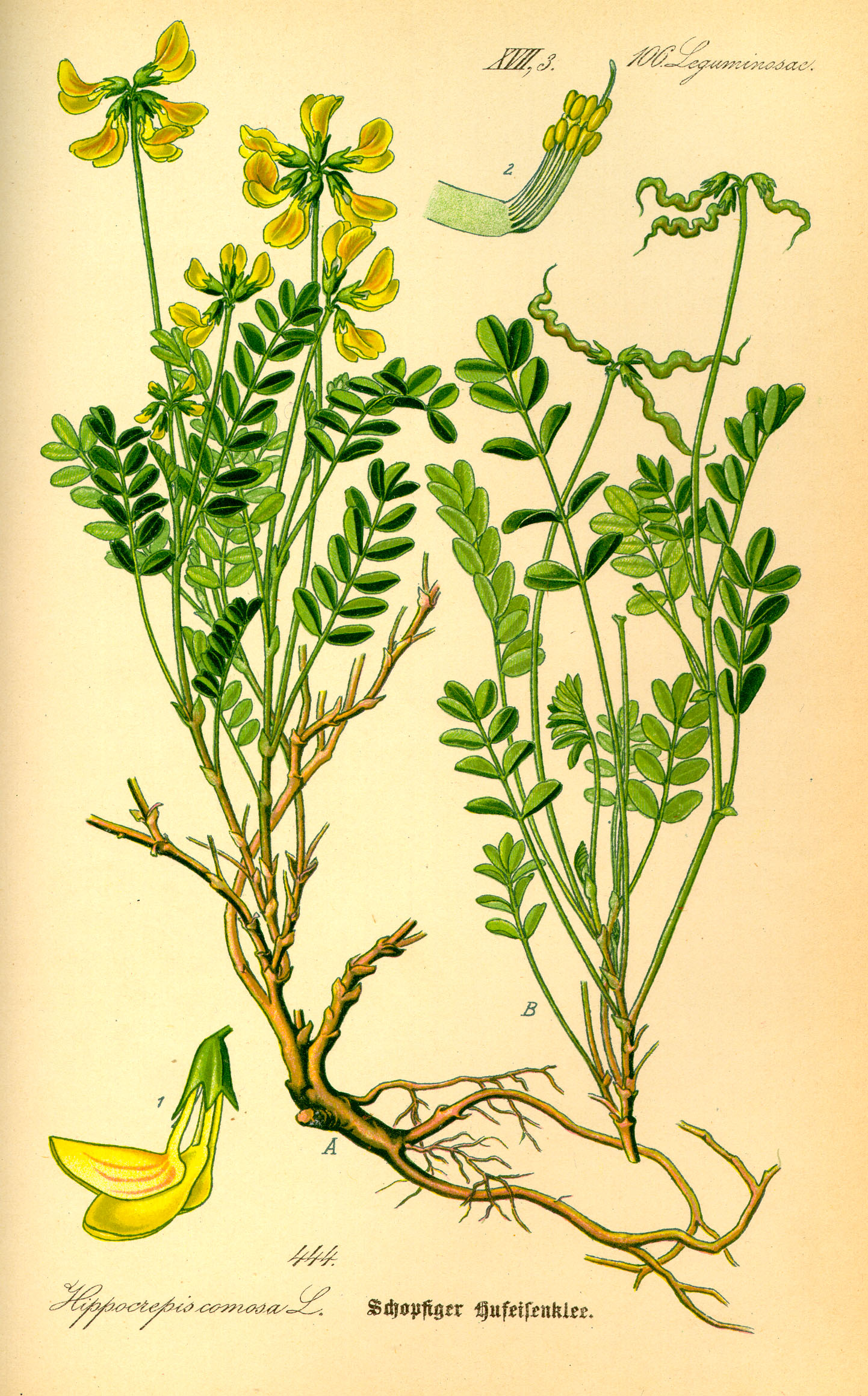
Illustration des Gewöhnlichen Hufeisenklees

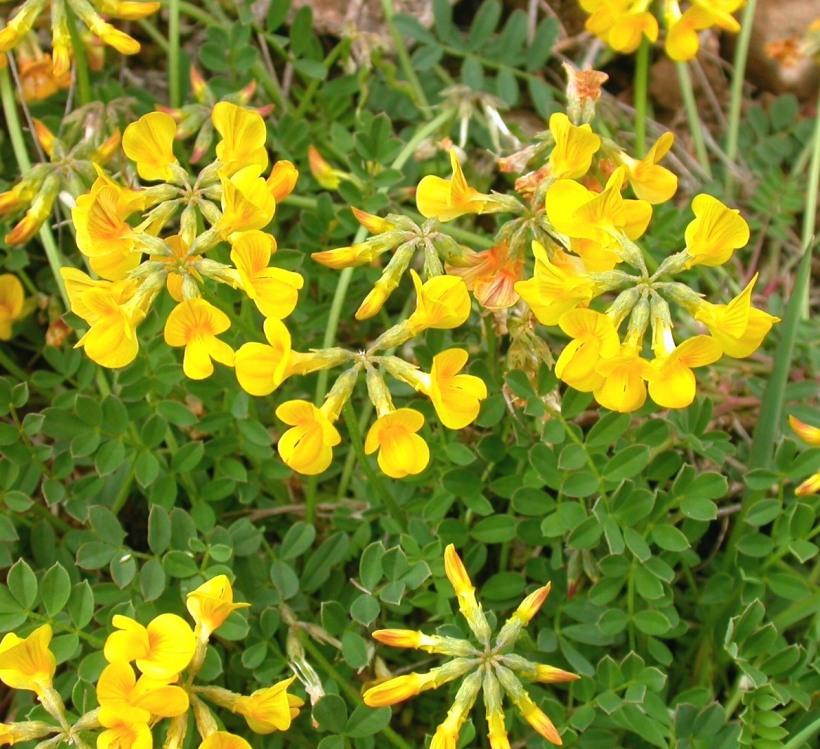
Habitus, Laubblätter und Blütenstände

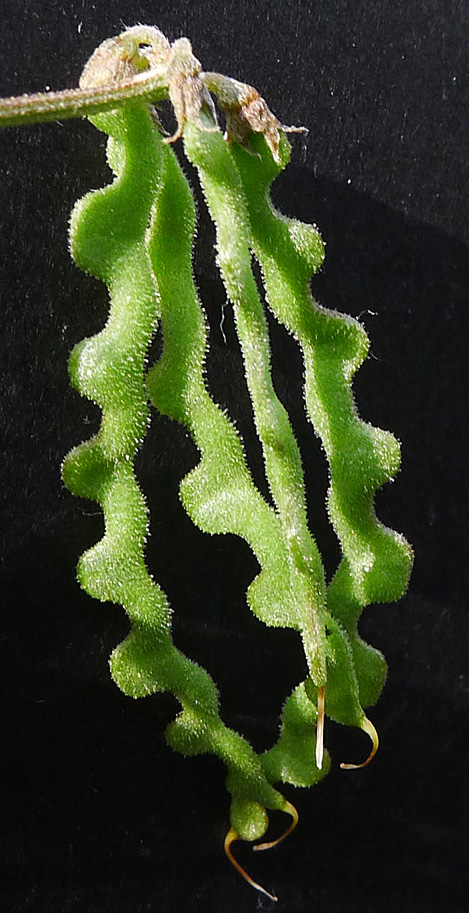
Früchte

### Vegetative Merkmale
Der Gewöhnliche Hufeisenklee ist eine ausdauernde krautige Pflanze, die eine Wuchshöhe von 8 bis 25 Zentimetern erreicht. Er besitzt zahlreiche, verzweigte, niederliegende bis aufsteigende, am Grund oft etwas verholzte Stängel, die eine Länge von 5 bis 30 oder bis zu 40, selten bis zu 60 Zentimetern erreichen. Pflanzenexemplare mit am Grunde verholzten Sprossachsen werden von wenigen Autoren als eine Varietät angesehen, Hippocrepis comosa var. alpina Rouy.
Die wechselständig angeordneten Laubblätter sind in Blattstiel und -spreite gegliedert. Der Blattstiel ist relativ lang. Die unpaarig gefiederte Blattspreite enthält vier bis acht, seltener auch nur drei Paare Fiederblättchen. Die kurz gestielten Fiederblättchen sind bei einer Länge von selten 2 bis, meist 5 bis 15 Millimetern sowie einer Breite von selten 1 bis, meist 2 bis 4 Millimetern verkehrt-eiförmig bis linealisch oft mit kurzer Spitze und ohne Knorpelrand. Die Fiederblättchen sind fast kahl bis auf der Unterseite dicht flaumig behaart. Die zwei Nebenblätter sind nicht miteinander (nur kurz mit dem Laubblatt-Stiel) verwachsen und viel kleiner als ein Blättchen.

### Generative Merkmale
Der Blütenstandsschaft ist sehr lang und bis zu viermal länger als die Laubblätter. Der kopfartige, doldige Blütenstand enthält selten nur zwei bis, meist fünf bis zwölf nickende Blüten. Der Blütenstiel ist kürzer als der Blütenkelch.
Die zwittrigen und duftenden Blüten sind zygomorph und fünfzählig mit doppelter Blütenhülle. Die Kelchzähne sind dreieckig, die oberen deutlich länger als die unteren. Die Blütenkrone weiset eine Länge von 7 bis 10, selten bis zu 14 Millimetern auf und besitzt die typische Form einer Schmetterlingsblüte. Die gelben Kronblätter sind oft mit bräunlichen Adern versehen. Der Nagel der Fahne ist deutlich länger als der Blütenkelch.
Die nickenden oder abstehenden Hülsenfrüchte sind bei einer Länge von 15 bis 30 Millimetern sowie einer Breite von 2 bis 3 Millimetern schmal und flach mit hufeisenförmigen Segmenten.

### Chromosomensatz
Die Chromosomengrundzahl beträgt x = 7; es liegt Diploidie oder Tetraploidie mit einer Chromosomenzahl von 2n = 14 oder 28 vor.

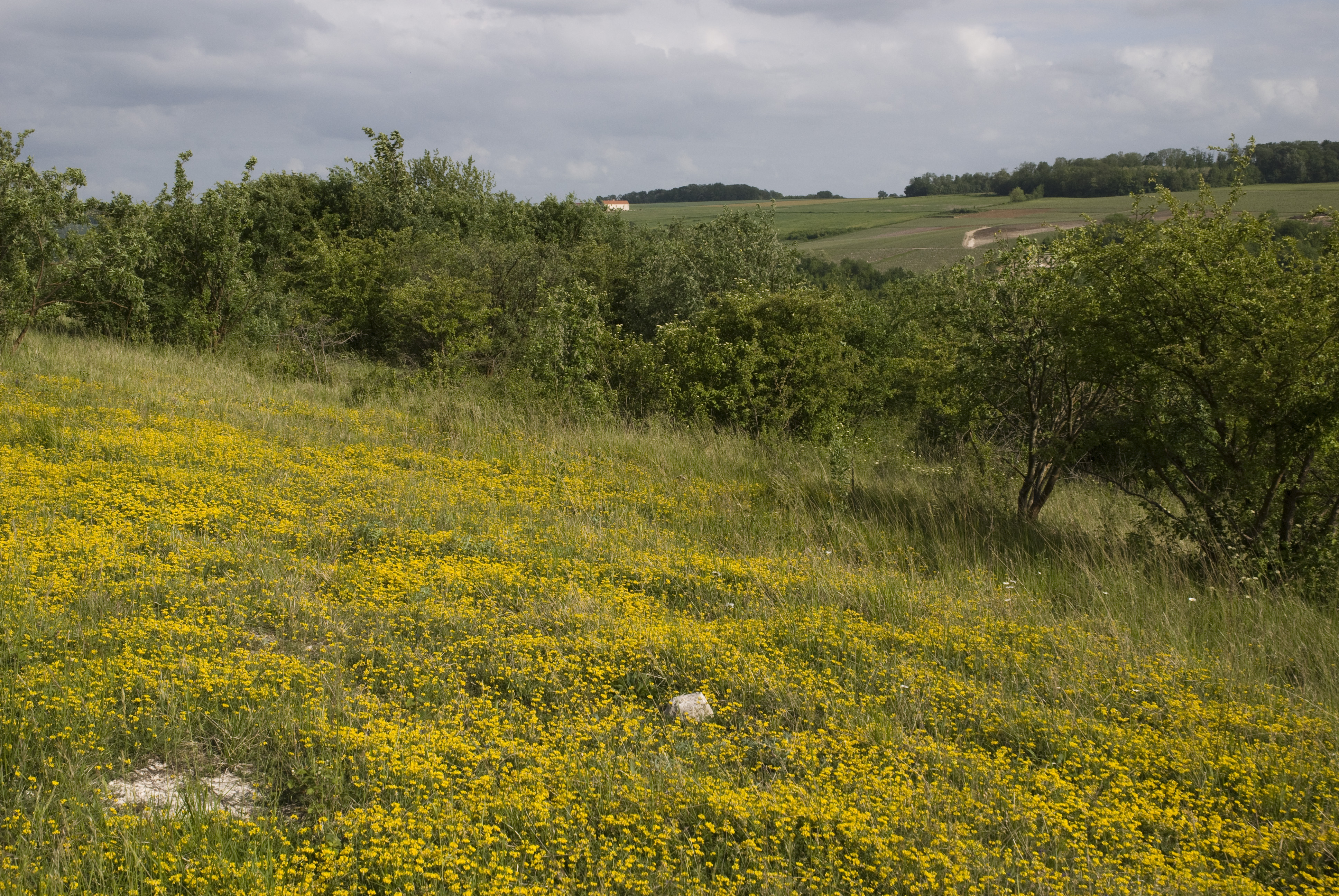
Bestand des Gewöhnlichen Hufeisenklees in Frankreich

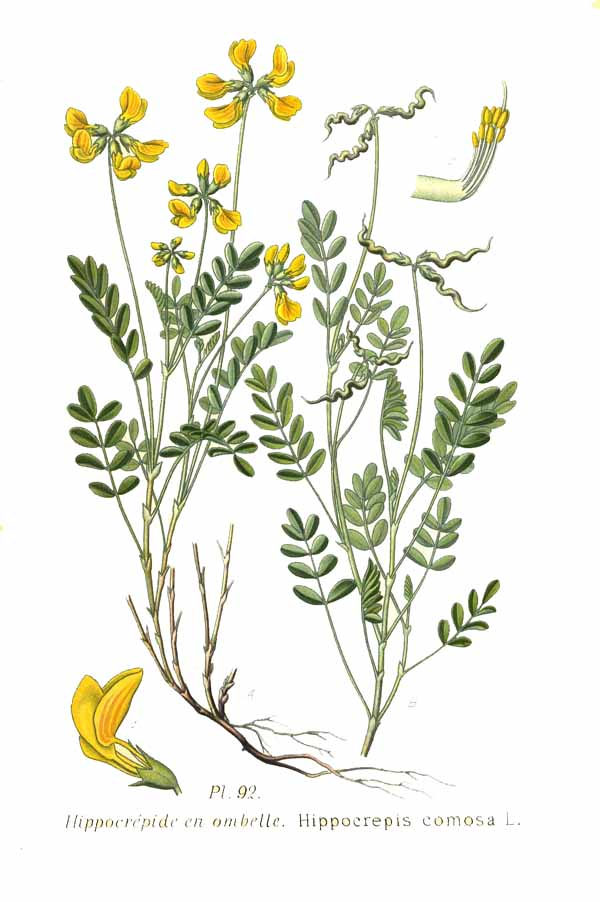
Illustration

## Ökologie und Phänologie
Der Gewöhnliche Hufeisenklee ist ein wintergrüner Hemikryptophyt oder verholzender Chamaephyt. Er wurzelt bis zu 60 Zentimeter tief.
Obwohl es den Anschein hat, dass die Bestäuber durch einen seitlichen Blütenschlitz an den Nektar gelangen können, wird dies durch eine den Nektar bedeckende Platte verhindert. Dadurch kann der Rüssel der Besucher – Hummeln, Bienen und Schmetterlinge – nur an der Narbe und den Staubbeuteln vorbei eingeführt werden und somit die Bestäubung sichern. Obwohl der schmale Nagel der Fahne weit nach oben gebogen ist, ist der Nektar dennoch gut geborgen; der Nagel der Fahne trägt auf der Unterseite seiner Basis eine vorspringende dreieckige Platte, die die beiden Nektarzugänge so verschließt, dass nur solche Insekten dazu gelangen können, die den Kopf unter der Fahne hineinzwängen. Ein Blüteneinbruch ist aber durch Erdhummeln möglich. Als Besucher werden außer Hummeln und Honigbienen besonders Mauerbienen (Osmia-Arten) genannt; in den Alpen und Pyrenäen sind es auch Schmetterlinge. Die gelben Kronblätter sind oft mit bräunlichen Adern versehen, die als Farbmale für Insekten dienen.
Die Blütezeit liegt im Mai (bzw. April bis September je nach Standort). Die Fruchtreife erfolgt ab August.
Die Bruchfrüchte zerfallen bei der Reife in vier bis sechs Teilfrüchte. Die Teilfrüchte sind zuletzt hufeisenförmig, etwa 4 mg schwer und enthalten je einen sichelförmigen Samen. Die Samen unterliegen der Darmausbreitung durch Ziegen und Gämsen, außerdem erfolgt eine Ausbreitung als Wasserhafter und als Flügelflieger.

## Vorkommen und Gefährdung
Hippocrepis comosa ist in Süd- und Mitteleuropa einschließlich der Alpen verbreitet. Es gibt Fundortangaben für Deutschland, Österreich, Liechtenstein, die Schweiz, Italien, Sardinien, Monaco, Korsika, Frankreich, Belgien, Luxemburg, die Niederlande, das Vereinigte Königreich, Ungarn, die frühere Tschechoslowakei, das frühere Jugoslawien, Bulgarien, Rumänien, Albanien, Griechenland, Spanien, Gibraltar, Andorra, die Ukraine und die Krim.
In Österreich ist der Hufeisenklee in allen Bundesländern außer Burgenland und Wien häufig; im nördlichen Alpenvorland ist sein Bestand gefährdet.
Man findet den Gewöhnlichen Hufeisenklee ziemlich häufig und gesellig in sonnigen Kalk-Magerrasen, auf Magerweiden, an Wegen und Böschungen, auf Erdanrissen, und in Steinbrüchen, auch in lichten Kiefern-Trockenwäldern.
In den Allgäuer Alpen steigt er nahe der Hermann-von-Barth-Hütte in Tirol bis zu einer Höhenlage von 2030 Metern auf. In der Steiermark steigt er bis in Höhenlagen von 2100 Meter, in Tirol bis 2200 Meter, im Engadin bis 2500 und im Wallis bis 2800 Meter auf.
Nach Heinz Ellenberg ist er eine Halblichtpflanze, ein Mäßigwärmezeiger, ozeanisch verbreitet, ein Trockniszeiger und ein Schwachsäure- bis Schwachbasezeiger. Er ist eine Charakterart des Verbands subozeanischer Trocken- und Halbtrockenrasen (Brometalia erecti). Er kommt auch in Pflanzengesellschaften der Ordnung Festucetalia valesiacae in subalpinen Gesellschaften der Ordnung Seslerietalia oder in denen des Verbands Erico-Pinion vor.
Die ökologischen Zeigerwerte nach Landolt et al. 2010 sind in der Schweiz: Feuchtezahl F = 2 (mäßig trocken), Lichtzahl L = 4 (hell), Reaktionszahl R = 5 (basisch), Temperaturzahl T = 3 (montan), Nährstoffzahl N = 2 (nährstoffarm), Kontinentalitätszahl K = 4 (subkontinental).
Da Hippocrepis comosa weit verbreitet ist, stuft die IUCN diese Art als „LC“ = „Least Concern“ = „nicht gefährdet“ ein. In der Roten Liste der gefährdeten Pflanzenarten Deutschlands ist Hippocrepis comosa als V = „Vorwarnliste“ bewertet.

## Taxonomie
Die Erstveröffentlichung von Hippocrepis comosa erfolgte 1753 durch Carl von Linné in Species Plantarum, Tomus II, S. 744. Homonyme sind: Hippocrepis comosa Asso, Hippocrepis comosa Luce, Hippocrepis comosa Willk. ex Scheele. Synonyme für Hippocrepis comosa L. sind: Hippocrepis comosa subsp. macedonica (Degen & Urum.) Kožuharov, Hippocrepis perennis Lam. Das Artepitheton comosa bedeutet „schopfig“.

## Ähnliche Arten
Im Habitus ist der Gewöhnliche Hufeisenklee (Hippocrepis comosa) der Scheiden-Kronwicke (Coronilla vaginalis) ähnlich, bei der jedoch die Nebenblätter miteinander verwachsen und zusammen etwa so groß wie ein Blättchen sind. Die Strauchkronwicke (Hippocrepis emerus) ist eine weitere Art der Gattung Hippocrepis.

## Nutzung
Der Gewöhnliche Hufeisenklee ist eine gute Futterpflanze, die besonders gern von Schafen gefressen wird. Er wird allerdings nicht kultiviert.